# Lenicyamidia
Lenicyamidia is een geslacht van uitgestorven zee-egels uit de familie Fibulariidae.

## Soorten
- Lenicyamidia compta Brunnschweiler, 1962 †